# Louis Hestaux
Louis Hestaux, né à Metz le 27 mai 1858 et mort à Nancy le 22 juin 1919, est un peintre français.

## Biographie
Louis Hestaux naît à Metz en 1858. Dès 1871, la famille Hestaux quitte Metz, annexée, pour Nancy restée française. Il intègre les cours du soir de l'École municipale de dessin de Nancy de 1872 à 1873 où il est élève de Théodore Devilly.  
Hestaux entre à l'atelier d'Émile Gallé en 1876. Il assurera la direction artistique de l'entreprise Gallé[réf. nécessaire] et il participe à la création de pièces majeures comme la jardinière Flora Marina, Flora exotica, et la table Le Rhin. 
Artiste de talent, Louis Hestaux était aquarelliste et dessinateur. Il a aussi créé des meubles et des objets de décoration mélangeant le verre, le métal, l'acier, le cuivre, le cuir et le bois. Il créa aussi des motifs pour tissus, qu'il fournit notamment à Charles Fridrich.
Il expose ses dessins et aquarelle à la Société Lorraine des amis des Arts et à Paris, à la Société nationale des beaux-arts.
Louis Hestaux collabora aux publications du Pays lorrain et de la Revue lorraine illustrée et fait partie du comité directeur de l'École de Nancy depuis 1901.

## Galerie

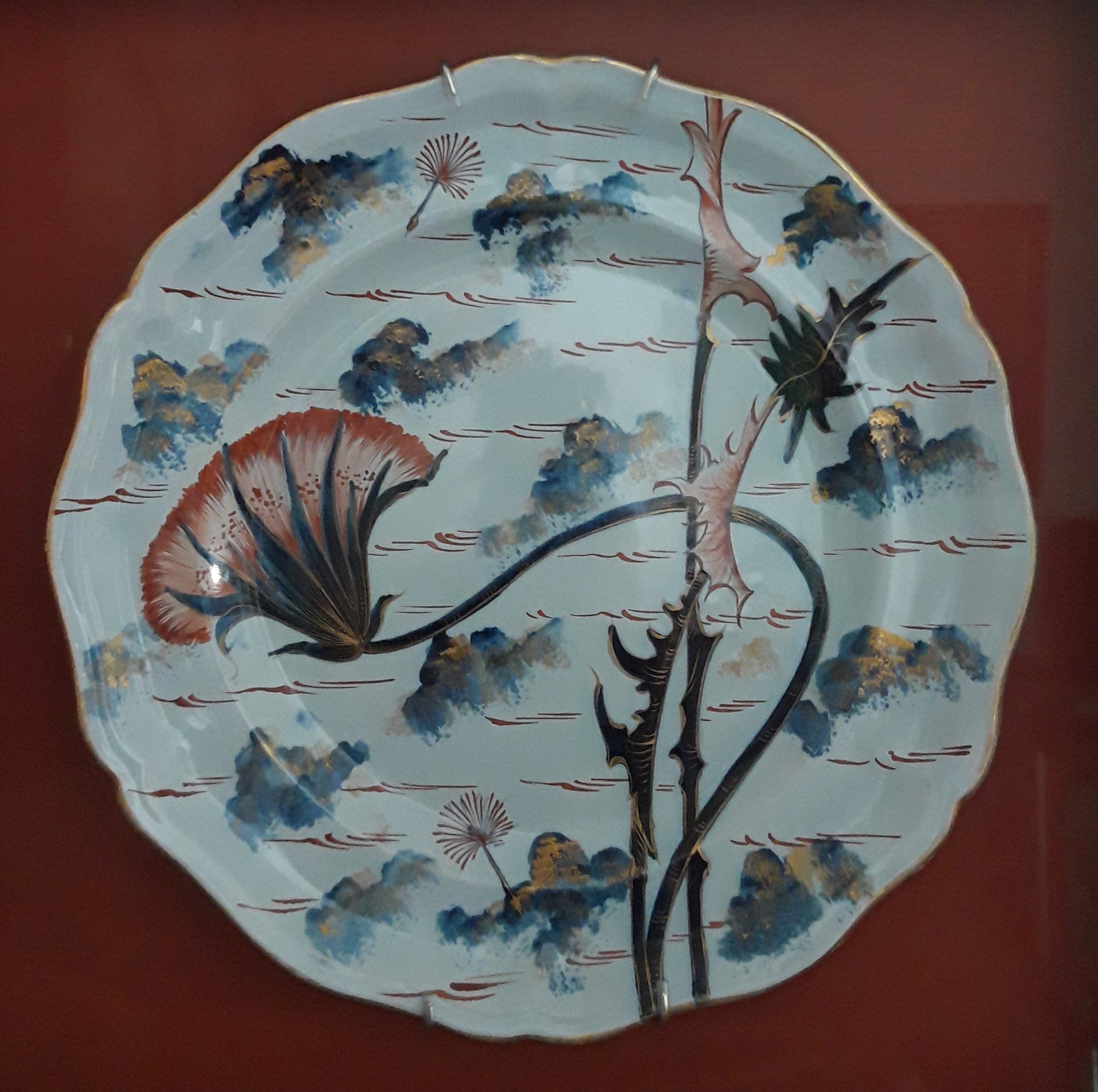
Assiette de service Émile Gallé, dessin au pissenlit de Louis Hestaux
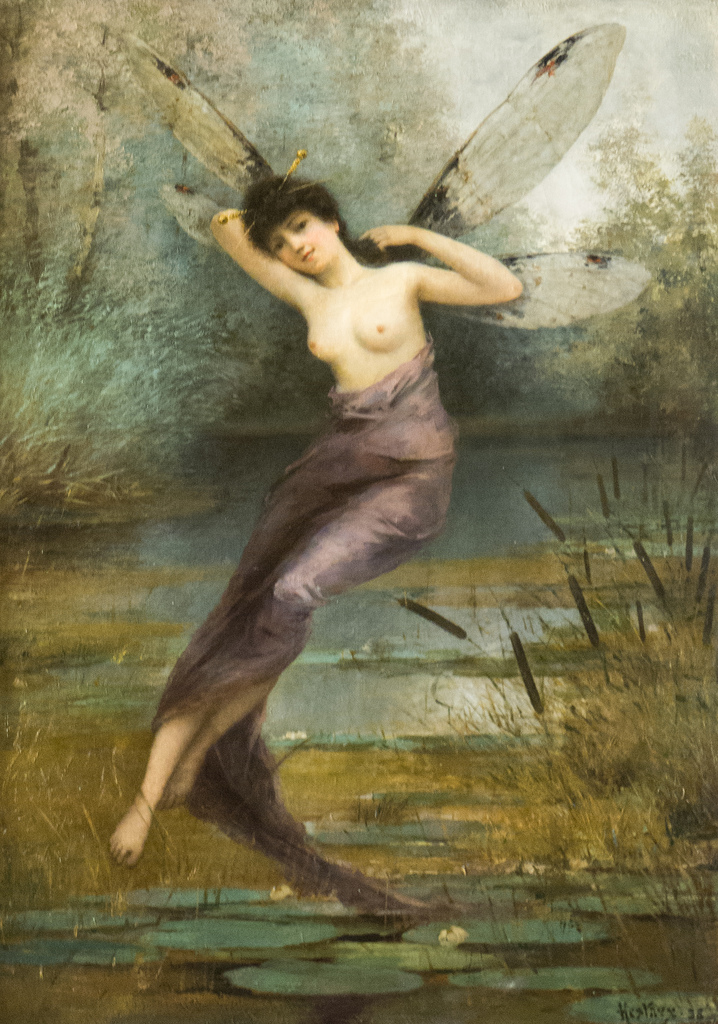
La libellule, 1888, musée de l'École de Nancy
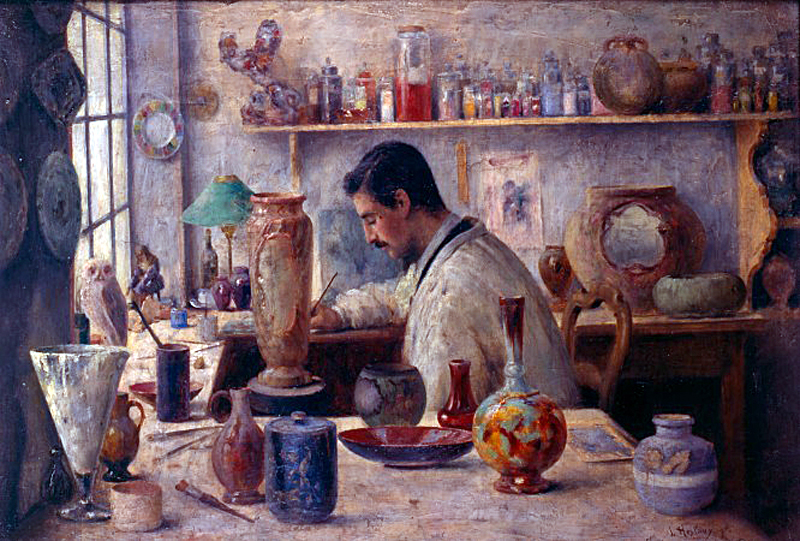
Le peintre sur faïence, musée de l'École de Nancy
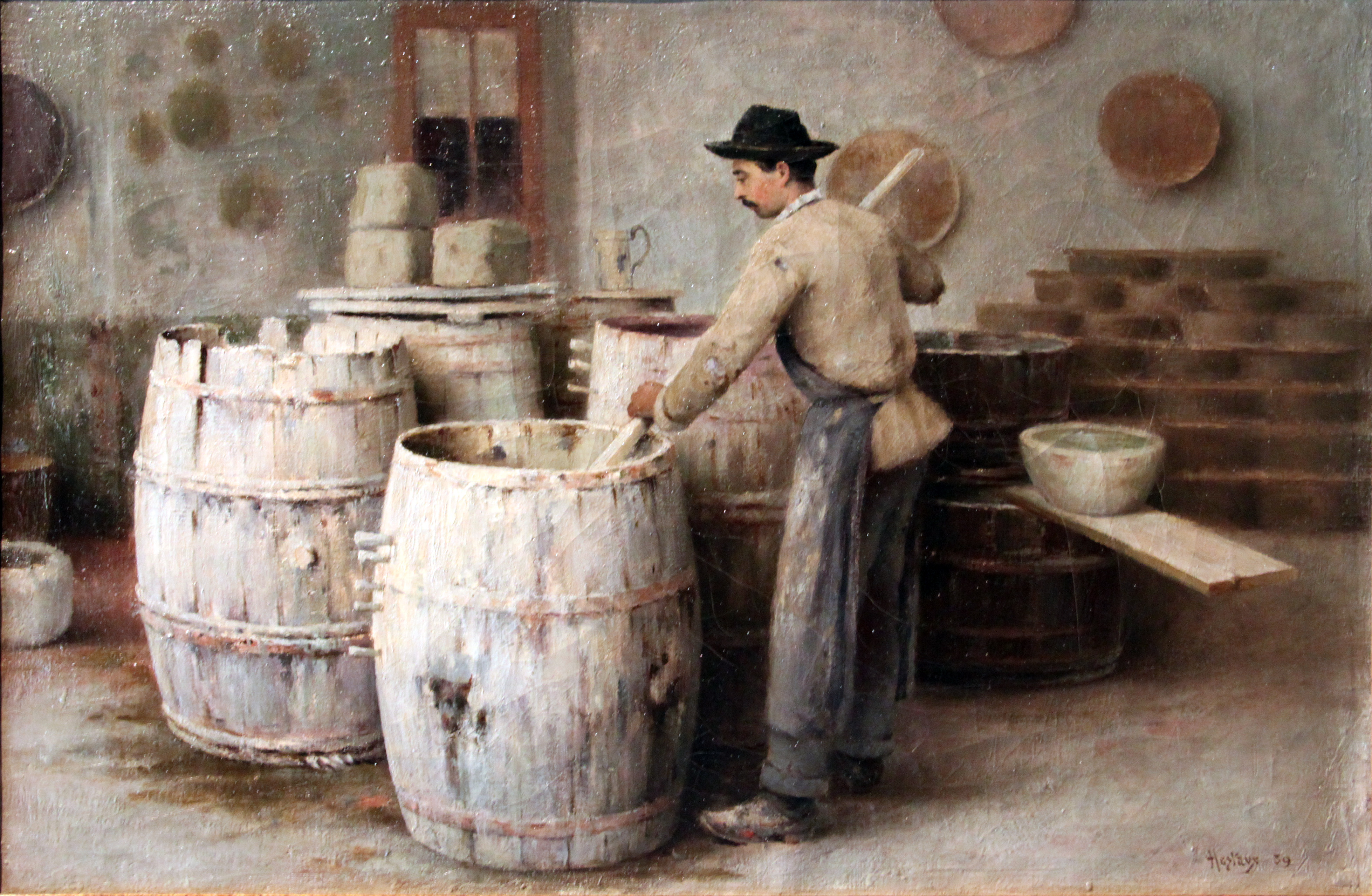
Le malaxage des terres, collection du musée de l'École de Nancy